# Киннуська сільська рада (Тартуський район)
Ки́ннуська сільська рада (ест. Kõnnu külanõukogu, рос. Кыннуский сельский совет) — сільська рада в Естонській РСР, адміністративно-територіальна одиниця в складі повіту Тартумаа (1945—1950) та Тартуського району (1950—1954).

## Населені пункти
Сільській раді підпорядковувалися села: Кинну (Kõnnu), Лійспиллу (Liispõllu), Аґалі (Agali), Агунапалу (Ahunapalu), Ляеністе (частина) (Lääniste).

## Історія
13 вересня 1945 року на території волості Винну в Тартуському повіті утворена Киннуська сільська рада з центром у селі Кинну. Головою сільської ради обраний Аксель Наґель (Aksel Nagel), секретарем — Еріка Сулбі (Erika Sulbi).
26 вересня 1950 року, після скасування в Естонській РСР повітового та волосного поділу, сільська рада ввійшла до складу новоутвореного Тартуського сільського району.
17 червня 1954 року в процесі укрупнення сільських рад Естонської РСР Киннуська сільська рада ліквідована. Її територія склала східну частину Виннуської сільської ради.